# 캄푸스 마르티우스

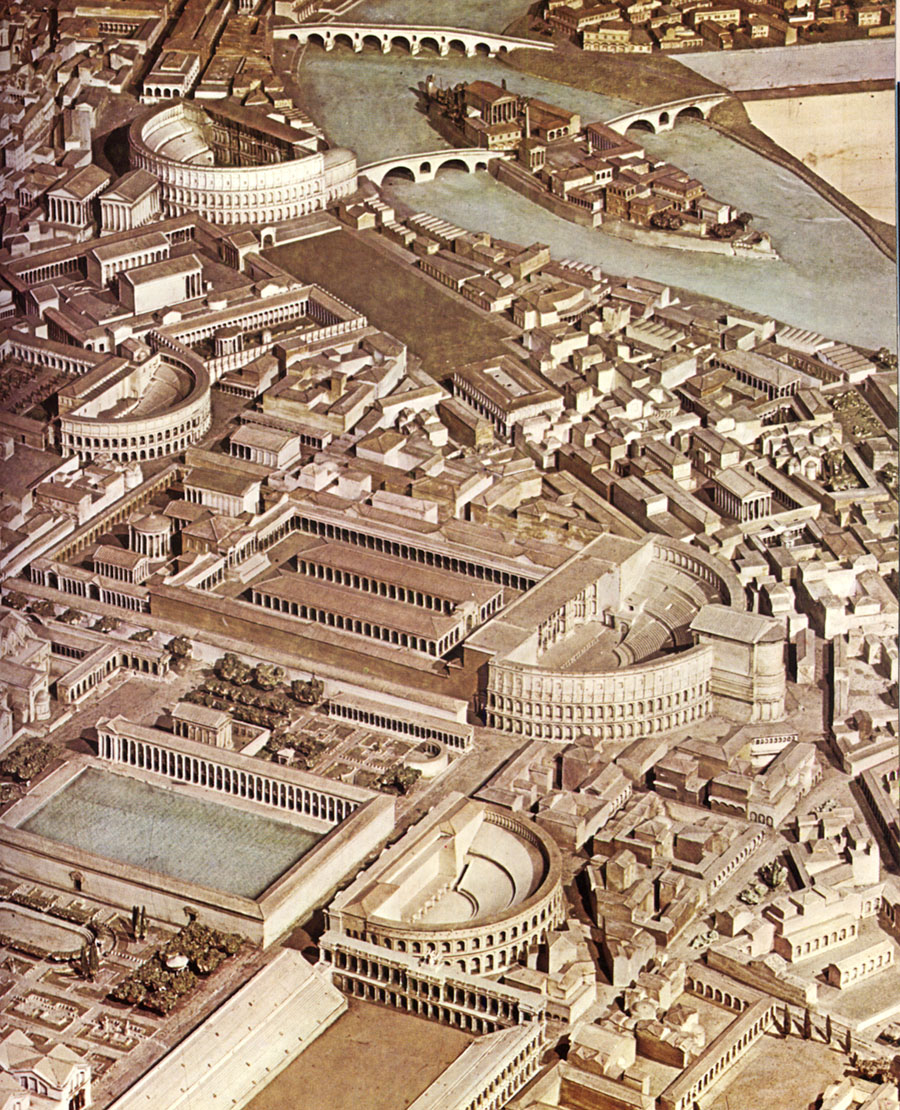
사진의 하단 왼쪽 인근에 위치한 서기 300년경의 옛 캄푸스 마르티우스의 모형. 켄투리아회가 고대 로마 공화정 당시에 마르스 평야에서 투표를 하던 때, 포메리움 밖에 캄푸스 마르티우스가 위치했으며 포메리움의 정확한 경계는 남아있지 않다. 하지만 사진에 나와있는 이 시기에 이곳은 완벽한 직사각형 지역이었고, 도시 내부의 매우 많은 건물들에 둘러싸여 있었다.

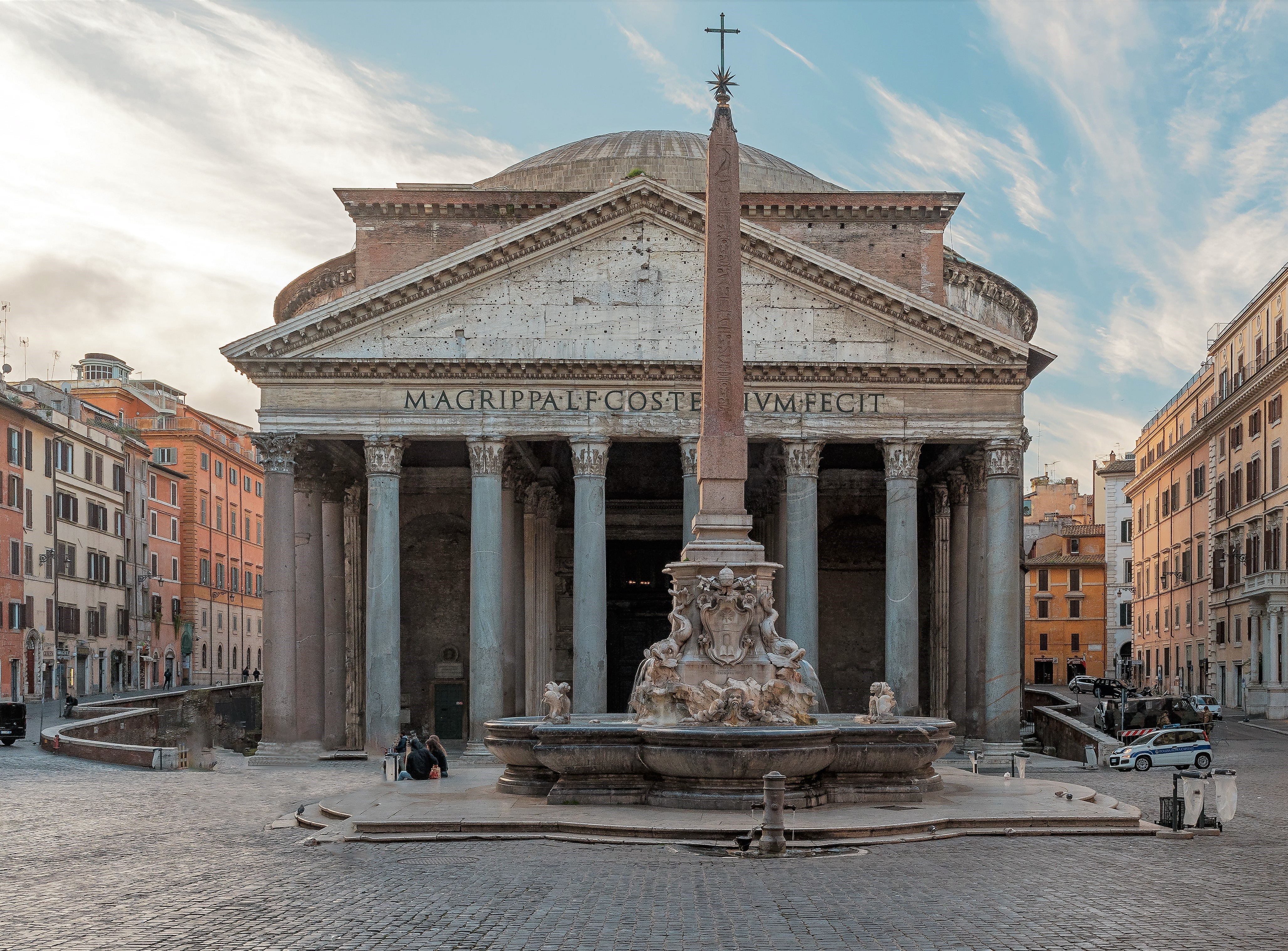
판테온과, 고대 로마 시대 이래로 캄푸스 마르티우스의 랜드마크인 폰타나 델 판테온

캄푸스 마르티우스(라틴어: Campus Martius; 마르스의 평야, 이탈리아어: Campo Marzio)는 고대 로마의 공유지였다. 최대 면적은 2km²에 달했으며 중세 시대에는 로마 내에서 가장 인구가 많은 지역이었다. 오늘날 로마의 리오네 중에서 제4구에 해당되는 캄포마르치오가 여기서 이름을 따왔으나, 원래의 캄푸스 마르티우스의 영역에서 작은 부분을 차지하고 있다.

## 고대
로마 건국 신화에 의하면, 도시 건설에 앞서 레아 실비아는 로물루스와 레무스라는 쌍둥이 아들을 두었고 알바 롱가의 왕에게 이 자녀들을 빼앗겼다. 이 소년들은 이후에 캄푸스 마르티우스의 서쪽 경계 부분으로 흘렀던 테베레강에 버려졌다. 강 하류를 따라 떠밀려온 형제들은 수십 년 뒤에 새로운 도시를 세우기 위해 돌아왔다. 형제 레무스를 죽이고 로마의 단독 왕이 된 로물루스기원전 7세기 어느 시점까지 수 많은 해를 집권했다. 그가 생을 마감하자, 먹구름이 죽은 왕을 하늘로 들어 올리기 위해 로마의 포메리움 바깥 쪽의 노지 한 가운데에 내려왔다.
로마와 테베레강 사이에 놓인 이곳은 로마의 마지막 에트루리아 출신 왕 타르퀴니우스 수페르부스의 영지가 되었다. 그가 패하고 추방한 뒤, 여기 평야는 마르스 신에게 헌정되었다. 로마의 남자들은 로마를 주변으로 한 적대적 부족들과 싸우러 가기 앞서 매년 여름 이곳에서 모였고, 또한 전체 시민들은 중요 종교 행사를 위해 모였다. 중심부 인근에 위치한 마르스의 작은 제단을 제외하면, 기원전 5세기까지 가시적인 변화가 없었다.
기원전 435년, 빌라 푸블리카가 300 미터 규모의 공터에 세워졌다. 이곳은 5년마다 인구 조사를 위한 시민들의 소집 장소였으나, 영구적인 시설물은 존재하지 않았고 두 세기가 지나기 전까지 추가된 시설물이 없었다.
기원전 3세기 중엽의 포에니 전쟁 발발로, 로마의 군사적 팽창이 이탈리아 밖으로 이뤄져, 캄푸스 마르티우스에 정기적으로 모이는 인원이 줄어드는 결과가 일어났다. 하지만 외부 세력과의 전쟁 수는 로마로 유입되는 부의 규모를 크게 늘렸다. 승리를 할 경우에 신들들 기리며 신전들을 짓겠다고 맹세한 장군들은 이 신전 건설에 막대한 자금을 사용하였다. 신전 및 목조 시장 외에도, 임시적으로 지어진 것이긴 했으나 오락 시설들도 세워졌다.
술라 시대를 시작으로, 건물들 다수가 영향력 있는 로마인들에게 팔리거나 증여되었고, 인술라 (아파트 건물)과 저택들이 공유지에 들어섰다. 시간이 흘러 캄푸스 마르티우스는 로마의 민병대를 위한 소집 장소인 코미티아 켄투리아타가 되었다. 기원전 55년, 폼페이우스는 영구 극장이자 로마의 최초 석조 극장인  폼페이우스 극장을 지었다. 쿠리아 호스틸리아가 기원전 52년에 불타 무너지자, 폼페이우스 극장이 이따끔 원로원의 회장으로 쓰였다. 또한 선출 행사를 위한 소집 장소로도 쓰였다. 율리우스 카이사르는 사입타 (선출 진행 구역)가 들어설 장소로 캄푸스 마르티우스를 계획했고, 이후 그의 후계자 아우구스투스 (옥타비아누스) 때 완료되었다. 기원전 33년, 옥타비아누스는 달마티아 전쟁의 전리품에서 획득한 것으로 만든, 포르티쿠스 옥타비아이를 이곳에 세웠다.
로마 제정 초기 아우구스투스 시대 기간, 이 지역은 공식적으로 로마시의 일부가 되었는데, 당시 로마는 14개 지역으로 나뉘어 있었고, 캄푸스 마르티우스는 동쪽은 제7 구역 비아 라타(VII Via Lata) 그리고 테베레강 인근 제9 구역 키르쿠스 플라미니우스(IX Circus Flaminius)으로 나뉘었다. 캄푸스 마르티우스에는 또한 아우구스투스가 이룩한 평화를 기념하기 위해 원로원이 세운 아라 파키스 (평화의 제단)이 위치했었다. 이 제단은 제국을 안정시키기 위한 아우구스투스의 성공적인 노력을 나타내기 위한 것이었다. 마르쿠스 아그리파는 본래 이곳의 습지대를 공원 및 신전에 달린 수영장과 욕장인 라코니니쿰 수다토리움 또는 아그리파 욕장을 건설했다. 또한, 그는 포르티쿠스 아르고나우타룸과 판테온을 지었는데, 판테온은 이후에 하드리아누스가 재건하여 현재까지 남아 있다. 기원전 19년에, 그는 또한 이 신설 욕장 및 분수에 급수를 하기 위해 아쿠아 비르고를 완공했다.
북쪽의 비거주 지역에는 거대한 아우구스투스 마우솔레움이 있었다. 그 외의 건물들에는 마르켈루스 극장, 이시스 신전 (칼리굴라 시대 무렵 건설), 네로가 세운 욕장 및 다리, 마르쿠스 브루투스와 그의 무리들이 율리우스 카이사르를 살해한 폼페이우스 극장 등이 있었다. 서기 64년의 로마 대화재 이후 도미티아누스는 불타버린 기념물들을 재건하고 경기장 하나 (오늘날 나보나 광장이 됨)와 오데이온 (소규모 공연장)을 추가로 지었다. 서기 119년에, 아우구스투스가 이룩한 황제의 신성성과 신격화를 강화한, 하드리아누스와 그 후계자들인 안토니누스 왕조는 하드리아누스의 신격화 된 장모 마티디아의 신전을 추가하였고 안토니누스 피우스 본인은 신격화 된 하드리아누스를 위한 신전을 세웠다.
초대의 플라비우스와 안토니누스 황제들의 경우같이, 세베루스 왕조 황제들은 많은 재원들을 이미 번잡한 캄푸스 마르티우스에 건설 계획으로 쓰지 않았다. 이들의 관심은 다른 곳에 있는 것을 정비하고 수도의 그 외 장소에 새로운 시설물을 짓는 데에 있었다. 캄푸스 마르티우스는 아우렐리아누스 재위까지 커다란 건축적 변화가 있지 않았다.
로마의 시민들은 로마가 로마군의 보호 하에 이룩된 팍스 로마나가 가져온 완정 때문에 요새 시설이 필요하지 않다는 것이 알려진 것에 대해 대단한 자긍심을 가졌다. 하지만 서기 270년에, 로마군이 야만 부족을 막아내는 데 힘이 부치며 이들이 게르만 국경선을 넘어와 이탈리아 북부에 이르렀다. 로마의 취약성을 개선하기 위해, 아우렐리아누스 황제는 방비용 탑들이 보호하고, 아우렐리아누스 방벽이라 명명된, 길이 19km, 높이 8m의 벽돌 성벽을 쌓을 것을 명령하였다. 황제는 이 성벽이 완성되는 것을 보지 못하고 죽었고, 그의 후임자 프로부스 시기인 서기 276년에 완공되었다. 이 방벽의 완공으로, 캄푸스 마르티우스는 마침내 로마의 구역으로 완전히 편입되었다.
4세기 중엽 무렵, 콘스탄티우스 2세 황제가 이제는 옛 수도인 로마를 방문했을 당시에, 여러 옛 전통 신앙의 신전들은 폐쇄되어 있었다. 기독교에 헌정된 건축물들은 옛 신전들을 차지하기 시작하였다. 일부는 재료로 쓰기 위해 줄어들었고, 일부는 약탈을 당했고, 일부는 판테온처럼 다른 용도가 부여되었다. 서기 663년에 판테온의 청동 천장 타일이 벗겨져 납으로 대체되었는데, '마기스테르 그레고리우스'는 이 행위가 '황금에 대한 과도한 탐욕과 막대한 욕망'의 결과라고 하였다.'" 5세기에, 로마는 두 차례나 불에 휩싸이고 약탈당했는데, 처음은 서기 410년에 서고트족에 의해서, 두 번째는 서기 455년 반달족에서 의해 벌어졌다. 세 번의 지진이 서기 408년과 508년 사이에 도시를 뒤틀었고 398년과 411년의 두 차례의 홍수가 저지대를 휩쓸었다. 여러 대리석으로 된 표면과 기둥들이 뜯어져 나가 석회 가루로 재사용하기 위해 가마에서 구워졌다.
12세기 또는 13세기에 글을 남긴, 마기스테르 그레고리우스는 옛 것임은 분명하나 명칭은 불분명한 마르스 평야의 건축물들을 보고 경탄하였다. 로마의 언덕 중 한 곳의 정상에서 내려다 본 그는 위대한 건축물들의 '탑(중세의)들로 이뤄진 숲'으로 대체되어 버렸다고 기록하였다. 1581년에, 프랑스인 수필가 미셸 드 몽태뉴 (Michel de Montaigne)는 로마를 방문하고 "고대의 건축물들이 폐허가 되며 그 잔해가 생겼고, 건축가들은 이 잔해가 견고하며 믿을 수 있는 바위 덩어리였던 것처럼 새로운 건물의 기초로 흔히 사용하고 있다. 여러 옛 거리들은 현재 거리보다 30 피트 (대략 9m)보다 더 낮은 곳에 있다."라고 글을 남겼다

## 지리
캄푸스 마르티우스는 로마의 도시 영역이 아니라, 카피톨리노 언덕 북쪽에 위치했었다. 제정 시대까지, 지역 대부분이 포메리움 밖에 있었다. 캄푸스 마르티우스의 규모는 카피톨리노 언덕에서 포르타 플라미니아까지 북쪽과 남쪽으로 2km보다 넓고 퀴리날레 언덕과 테베레강 사이에 위치한 동쪽과 서쪽 사이 가장 넓은 너비가 2km가 안되는, 대략 250 헥타르 (600 ac (243 ha))에 해당하였다. 잦은 홍수로 인한 과정 때문에 고대에는 해수면보다 10에서 15m 높이로 현재의 13에서 20m보다는 낮았다. 고대 작가들은 테베레섬 북쪽의 오크나무 숲, 그리고 중심부의 파울루스 카프라이 등 일부 쉽게 알아볼 만한 자연점들이 있었다고 전한다.

## 의의
라틴어로 캄푸스 마르티우스는 로마의 만신전에서 높이 평가받는 신인 마르스의 평야를 뜻한다. Paul W. Jacobs III는 마르스의 중요성이 군사 및 농업에 대한 수호신에서 비롯했다고 보았다. 역년에 있어서, 3월은 마르스의 이름에서 붙여졌는데 3월은 기원전 153년까지 집정관들이 업무를 시작하던 시기였다.
캄푸스 마르티우스는 아라 마르티스 (Ara Martis, 마르스의 제단)에서 명명되었을 수 있으며, 이 제단은 기원전 8세기 언급되었다고 한다. 아라 마르티스가 정확히 언제 지어지고 언제 사라졌는지는 알려져 있지 않다.
Jacobs III는 캄푸스 마르티우스를 둘러싼 사회적 풍토 및 사건들은 로마 문화에 있어서 중대하였다고 한다. 리비우스는 두 번째 에퀴르리아라고 하는 경마 대회를 언급하는데, 3월 14일에 시작되었다고 하였다. 경주에서 승리한 말은 도살되어서 마르스에게 바쳐졌다.
그의 주장을 뒷받침하는 데 사용하기 위한 두 번째 행사가 안나 페렌나의 축제였다. 이 행사는 먹고 마시기 위해 플레브스들이 캄푸스 마르티우스로 향하는 것이었다. 안나 페렌나 행사가 중요한 이유는 안나 헤렌나 자체가 못생긴 할머니이자 한 해의 끝을 나타내고 마르스는 한 해의 순조로운 시작을 나타내기 때문이었다.
Jacobs II가 말하는 마지막 행사는 투빌루스트리움 축제로, 군사 장비를 정화시키는 목적이 있었다. 이 축제는 황제의 임페리움을 입증하는 데 사용되었으나, 이후에는 집정관의 임페리움을 인가하는 목적이었다

## 건축물
캄푸스 마르티우스 건축물의 양식 및 공법은 기원전 6세기에서 고대 후기까지 수 단계에 걸쳐 이르렀다. 이 단계들이 언제 왜 발생했는지를 정확히 기술하는 것은 사실상 불가능하나, 몇몇 역사가들은 로마의 건축물이 상대적으로 대단한 변화를 겪은 시기를 구분하였다.

### 왕정 시대와 초기 공화정
기원전 6세기 중엽과 공화정 초기 (기원전 324년) 사이에 신전 네 곳이 세워졌다. 이 신전들은 디아나 신전 (기원전 6세기), 카스토르와 폴룩스 신전 (기원전 495년), 아폴로 소시아누스 신전 (기원전 431년), 유노 레기나 신전 (기원전 392년)이다. 이 네 신전들 중에서, 많은 이들은 디아나 신전 (로마)을 절반은 전설상의 존재로 보는데 그 존재를 입증할 만한 증거가 충분치 못하기 때문이다. 이 두 시기를 하나로 합치는 이유는 네 신전의 공법 및 양식에 최소한의 확실성이 있었기 때문이었다. 개연성이 부족하다는 이유는 이 당시에 사용된 재료가 콘크리트, 석제 또는 대리석 등 장기간 유지할 수 있들이 아닐 뿐더러, 두 번의 세기가 넘어가면 신전들이 파괴되었을 위험이 분명하게 있었기 때문이다.

### 헬레니즘 시대
알렉산드로스 대왕의 죽음 또는 '헬레니즘의 물결'이 시작된 기원전 324년에, 로마 도심 내에 건축물 건설이 엄청나게 증가하였다. 캄푸스 마르티우스의 경우에, 특히 '헬레니즘의 물결' 동안, 신전 일곱 개가 세워졌다. 이 새로 만들어진 신전들은 벨로나 신전 (기원전 296년), 포르투나 신전 (기원전 293년), 유투르나 신전 (기원전 241년), 헤르쿨레스 신전 (기원전 221년), 불카누스 신전 (기원전 214년), 포르투나 에퀘스트리스 신전 (기원전 173년) 등이었다. 앞에서 언급한 신전들에서 배제된 신전 하나는 기원전 190년과 기원전 179년 사이에 지어진 것이다. 이 신전이 키케로가 '님프의 신전'이라 기록한 것인지 또는 다른 사료들에서 '라레스 페르마리니 신전'이라고 한 것인지는 불분명하다.
이 '헬레니즘 시기'는 캄푸스 마르티우스에 세워진 신전들을 포함해 로마 신전들이 대체적으로 석조 건축물로 세워지며 로마 신전 건축사에 있어 최초의 중대한 발걸음이었다. 이 새로운 방식은 어떤 면에서는 후대의 건축물에서 심미적 완벽성과 정제성에 비교했을 때 흔히 거칠고 선이 굵어보이는, 단순한 초기 형태에서 한 단계 발전한 것이었다. 이 시기에 단순한 실험에서 엄밀한 수학적 완벽성을 띠는 평면도와 상부 구조로의 변화가 발생하였다. 헬레니즘 시기는 캄푸스 마르티우스 내의 신전들의 수적 측면에서 팽창이 있었을 뿐만 아니라, 양식적인 면에서도 변화가 일어난 시기이도 했다.

### 공화정 말과 초기 제정
헬레니즘 시기와 유사하게, 공화정 말과 초기 제정은 캄푸스 마르티우스 내 몇몇 건설 계획이 있던 시기이기도 하다. 연대상으로 이 시기는 세 번째이자 마지막 포에니 전쟁이 종전 때 시작되어 서기 65년 율리우스-클라우디우스 왕조가 끝나던 때까지 지속되었다. 이 시기 동안 캄푸스 마르티우스에 신전 여섯 개가 만들어졌다. 이 신전들에는 유피테르 스타토르 신전 (기원전 146년), 페로니아 신전 (기원전 100년 이전), 넵투누스 신전 (기원전 97년), 이시스와 세라피스 신전 (기원전 43년), 마르스 울토르 신전 (기원전 2년)이 있었다. 이 목록에서 제외된 신전 하나는 미네르바 칼키디카 신전이다. 이 신전을 제외한 이유는 그 신전이 기원전 60년에 폼페이우스가 지은 것인지 또는 기원전 29년에 아우구스투스가 지은 것인지 불분명하기 때문이다. 특정 사료들은 디온 카시우스가 '칼키디쿰이라 불린 미네르바의 신전'이라며 이 신전이 아우구스투스가 지은 것이라고 했다는 생각을 지지하고 있다.
왕정 시기에서 헬레니즘 시기로 공법 및 양식적 변화가 있던 때와는 달리 캄푸스 마르티우스의 신전들은 다소 변화가 없었다. 이 두 시기를 분리시킨 주요 이유는 이 신전들에 대한 동기가 변화했기 때문이었다. 과거에 신전들은 동료 후원자들이 자신들의 과거의 성공을 특정 개인에게 돌리는 상징물로서 흔했으나, 헬레니즘 시기가 끝난 이후에는 이전보다 한층 정치적 도구가 되었다. 성공적인 개인들의 예시가 되는 단순히 순수하고 약간의 정치성을 띠는 '기부'가 아닌, 캄푸스 마르티우스의 신전들은 이때부터 대규모 건축 계획이 벌어질 때마다 선전 가치를 촉발할 것으로 기대되었다.

### 로마 제정
로마 도심과 더불어, 캄푸스 마르티우스 내에 지어진 신전들은 1세기 후반 동안 '양식상의 방향에 있어서 근본적인 변화'를 겪었다. 이 시기는 과거의 고전적인 조각 및 선의 형태가 향후의 입체감을 가리는 방식으로 인해 처음으로 근본적인 변화가 이뤄진 때였다. 그리고 건축가들이 콘크리트를 소재로 받아들이면서 또는 네로가 '고전적인 과거의 족쇄'에서 벗어났다고 표현하는 등 격변이 일어나며, 로마 건축에 있어도 역사적인 시기였다. 아마 처음으로 캄푸스 마르티우스 그리고 로마시 전체가 고전적인 건축 방식에서 벗어난 시기였을 것이다.

## 기념물 및 실제 역사와 건축물 불일치

### '호롤로기움 아우구스티
1980년대 이전, 오벨리스크의 복원 및 사용법은 오류 사항들이 많았다. 이 시기 이전, 뷔히너의 논문과 오벨리스크의 복원이 맹목적으로 신용되고 정확한 것처럼 보였다. 그의 복원에서는 오벨리스크의 꼭대기의 그노몬 부분이 하루의 시간을 기록하기 위해 태양의 그림자 반사를 사용하여 해시계로 사용되었다고 하였다. 추가적으로, 뷔히너는 해시계가 해의 그림자가 아우구스투스의 탄생일 때 평화의 제단을 직접적으로 드리우는 방식으로 평화의 제단과 녹아내려 있다고 주장했다. 또한 해시계가 아우구스투스 마우솔레움의 설계와도 관련성이 있다고 했는데 이 시설물들이 복합적으로 원수정에 대한 장엄한 표현과 아우구스투스의 평화로운 통치 시기와 그의 죽음을 비롯하여 신성성을 묘사한다고 하였다.
1980년대 중반에 슈츠(Schutz)와 반디니(Bandini)는 잘못된 복원에 이의를 제기했다. 반디니는 뷔히너가 플리니우스가 쓴 고대 문헌을 해석하는데 몇 차례 오류가 있었음을 발견하였다. 플리니우스는 해시계가 아닌, 태양의 자오선을 나타낸 것이었다. 태양의 자오선은 낮과 밤의 길이를 가리키며, 따라서 지점(至點)의 시기를 반영하였으며, 해를 기준으로 한 상용력의 일치를 확인하는 도구로 사용되었다. 더 나아가 황도십이궁을 비롯해 청동으로 된 그리스어 문자가 새겨진 북쪽에서 남쪽으로 뻗어 있는 트래버틴 포장 타일 같은 고고학 발견물이 플리니우스의 내용을 입증해주었다. 또한, 이 지역이 아우구스투스 시대로 여겨지기에는 대략 1m 정도 높은 것으로 측량된 사실은, 이에 따라 아우구스투스 시기에 건설된 시설이 정확성을 상실하고 도미티아누스 시기에 보수되었음을 나타낸다.
그러고 나서 슈츠는 다음과 같은 이전 재구성을 반박하는 몇 가지 기술적으로 부적합함을 강조했다: 오벨리스크가 놓인 곳을 잘못 표시한 것, 세 가지 기념물 간의 관계성에 대한 미스라벨링, 그노몬의 그림자가 태양각 때문에 오벨리스크에서 떨어져 축구장 몇 개 크기만큼 거리에 드리운다는 점 등이다.
그럼에도 이러한 사실이 드러난 이후에도 그것에 주목할 필요가 있는데, 오벨리스크 그리고 아우구스투스의 재위 시절에 건설된 기념물 두 개의 관련성과 보편적 추론은 맞다. 아우구스투스의 재위의 중요성은 도미티아누스가 시설을 정비하고 아우구스투스에게 헌정하기로 하기로 결정한 것을 증거로 뒷받침되고 있다.

### 평화의 제단

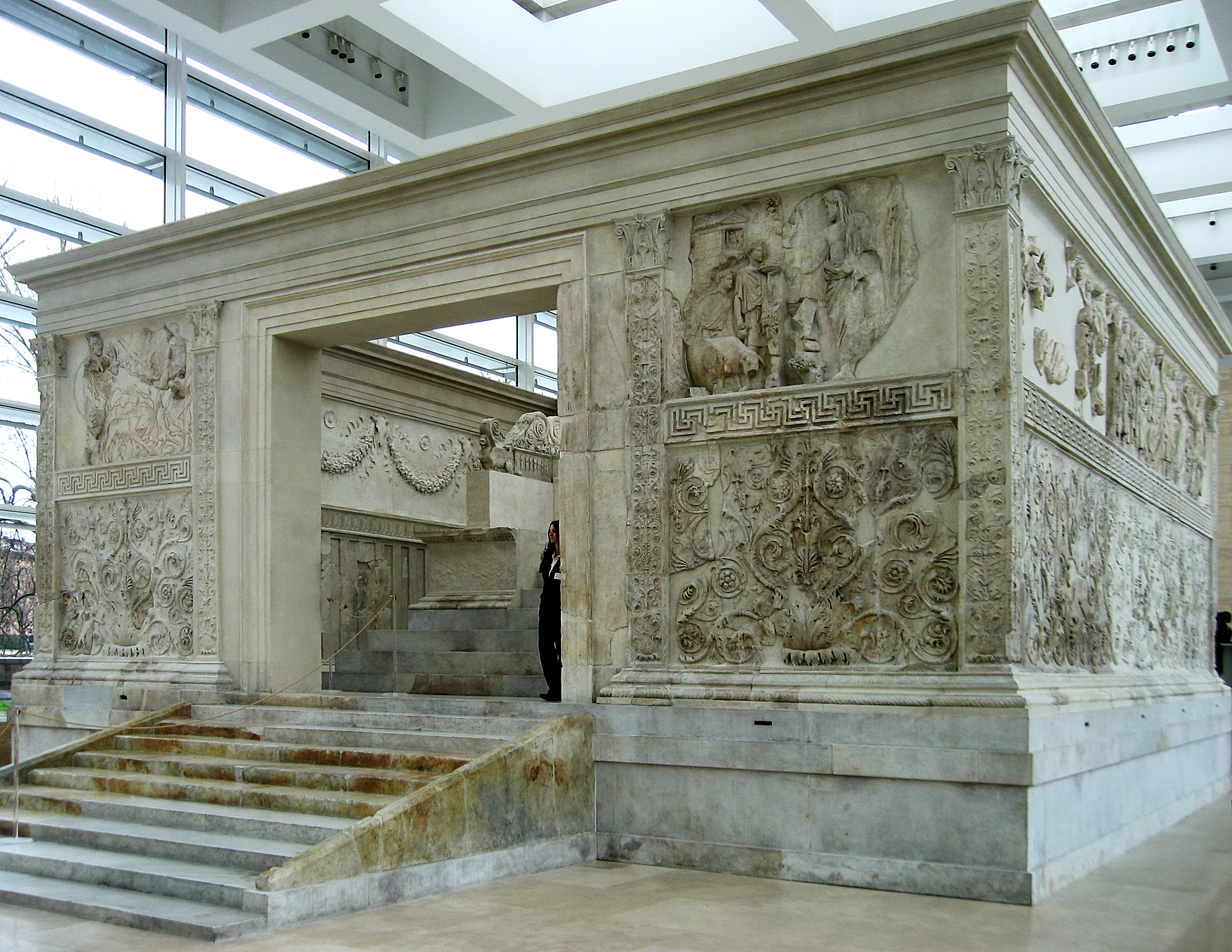
재조립된, 아구구스투스의 평화의 제단(Ara Pacis Augustae)

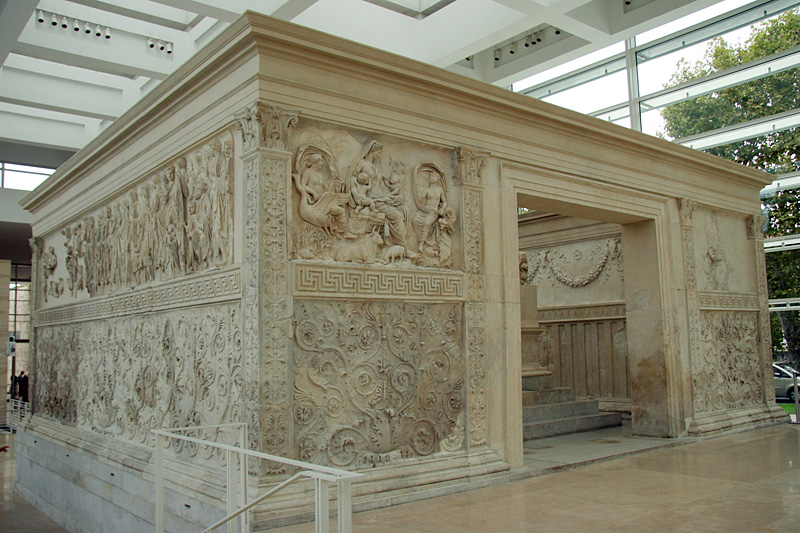
왼쪽의 텔루스 패널, 오른쪽의 로마 패널

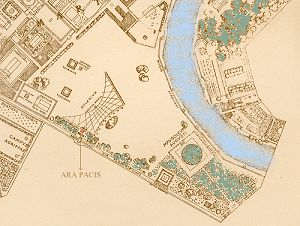
평화의 제단 원래 위치를 나타내는 지도

아라 파키스 (평화의 제단)는 아우구스투스 재위 기간에 지어진 제단이며, 기원전 13년에 착공되었고, 기원전 9년 리비아의 생일인 때 봉헌되었다. 전해진 바에 의하면 제단은 고대 로마의 전통 신들에게 제물을 바치기 위해 사용되었다고 한다. 평화의 제단은 공화정이 끝나고 제정이 시작되면서 등장한 평화의 시대를 나타내려는 아우구스투스의 목표를 나타낸다. 남쪽의 패널은 아우구스투스, 아그리파, 리비아, 티베리우스 외 아우구스투스 가문 인물들이 참여한 종교 행사를 묘사한다. 여기에 시사된 메시지는 아우구스투스 가문은 시간의 시련을 견디고 버틸 것임을 나타낸다. 북쪽 패널은 줄서 있는 원로원을 나타낸다. 여기의 메시지는 원로원이 아우구스투스에 맞서기보다는 그와 함께한다느 것을 나타낸다. 동쪽 패널은 로마의 대지와 평화의 신 텔루스를 묘사한다. 이것의 메시지는 로마인들은 더 이상 기아에 시달리지 않는다고 하는, '평화와 풍요'라고 하는 아우구스투스의 약조에 대한 일관성을 나타내며, 약속을 통해 그는 가을에는 농사 짓고  봄에는 수확을 할 토지를 농부들에게 주었다. 서쪽 패널은 로마의 건국자인 아이네이아스 또는 로마의 두 번째 왕 누마 폼필리우스를 나타내며, 제단의 입구가 위치한 곳이기도 하다.

### 건축상의 중요성
평화의 제단 꼭대기의 제단으로 향하는 계단은 공공 장소에서 성소로의 상승을 나타낸다. 또한 평화의 제단이 천장이나 문이 있지 않았다는 것과 프리즈 상에서 신들이 내려다보고 있다는 점은 신에게 맹세의 서약을 한 사람은 아래 쪽으로 내려다보고 있다는 점을 보여준다. 원로원이 아우구스투스를 위해 평화의 제단 건설을 결정했을 당시, 원로원 측은 건축가들에게 어떠한 제약 사항들을 명시하지 않았었다. 고대 로마의 건축가들은 면적, 크기, 비율 등이 있는 설계도를 그리곤 했었다. 예시로, 건축물의 크기 및 계단의 개수 등은 초반(礎盤)의 크기에 대하여 모두 특정한 비율을 띠고 있었다. 평화의 제단의 다방면의 미적 요소는 제단의 구성 요소들이 로마의 군대가 로마로 복귀하다가 대부분 약탈했을 것으로 보는 다른 속주의 제단들에서 가져온 것으로 보이게 한다.

### 역사상의 불일치
앤더슨의 연구 이전에, 캄푸스 마르티우스의 기념물의 구조가 설립과 봉헌 사이에 거의 변화가 없었을 것이라 추측되었다. 앤더슨은 오비디우스의 '행사력'에 등장하는 내용에 의지하였는데, 거기서 아우구스투스를 그가 기원전 12년에 획득한 지위인 폰티펙스 막시무스로 묘사하고, 속주에서 승자로서 로마로 그가 돌아온 것을 막대한 규모의 축제로 축하하고 있으며, 오비디우스가 묘사하길 그 축제 기간에 하얀 숫소가 도살되었다고 하였다. 그러나 이러한 행사는 '빈틈이 없는' 아라 파키스에서 벌어지지 않았을 것인데, 단상 부분이 여러 명이 모이기에는 너무 좁았다. 앤더슨은 이 축제가 사실 당시에 '아라 파키스 레두키스'(Ara Fortunae Reducis)라 불린 아라 파키스의 기초 부분에서 일어났을 것이라는 점을 강조하였으며, 이 당시에 이곳은 계단 추춧돌 바로 위에 있는 플린트였다.
레피두스가 죽고 아우구스투스가 폰티펙스 막시무스로 선출된 뒤, 완전한 아라 파키스의 건축이 시작되었는데, 계단이 플린트 안쪽으로 형성되어 있으며, 주 제단은 꼭대기에 놓였고, 프리즈도 벽면에 부착된 패널에 새겨졌다. 역사상의 불일치에 대한 증거는 가티의 복원도를 통해서 명백해졌으며, 이 복원도는 계단의 조형 부분이 없다는 점에서 모레티의 복원도와 대조된다.

## 캄푸스 마르티우스의 건축물을 통한 아우구스투스의 권력 장악
캄푸스 마르티우스에서 일어난 행사들 중 다수는 로마의 군사적 또는 선출 및 정치적 활동들과 관련이 있었다. 캄푸스 마르티우스에서, 군대가 전쟁을 대비 훈련을 했고, 성공을 거둔 장군들은 선출에 있어 인기를 관리하기 위해 로마 대중들에게 인상을 주려 신전 및 공공 시설물을 세우며  호의적 평가를 얻기 위해서 정복지에서 가져온 부를 보여주었다. 기원전 30년대와 20년에 로마는 로마 원로원의 여러 다른 영향력 있는 인사들의 후원을 받는, 공공 건축 프로젝트에서 유례없는 성장을 경험하고 있었다. 로마 내에서, 공공 건축물들에 대한 후원은 건설자 개인 및 가문에 특별한 명성을 제공해주었다. 그런데 아우구스투스는 훨씬 더 강력한 역할을 바라며 이전에 받은 단순한 명성을 늘렸다. 아우구스투스는 이 시기 여러 건설자 중 한 명이었지만, 정치적 기능을 위한 시설물 건설에 집중함으로써, 로마의 정치적 환경에서 중앙 무대를 차지할 수 있었다. 아우구스투스와 관련된 캄푸스 마르티우스의 첫 건축물은 사입타 율리아로, 선거 시에 대중들을 관리하고 사기 행위를 막기 위한 목적으로 지어졌다. 투표권자들은 사입타의 북쪽에 있는 집합소에 모였다가 건물 안에 들어가, 투표권을 행사했을 것이다. 마르쿠스 빕사니우스 아그리파는 사입타 율리아 건설을 완료하고 아우구스투스에게 경의를 표하며 건물을 봉헌하였다. 마찬가지로 아그리파가 지은 것이고 아우구스투스와 연관되어 있는 판테온은 사입타 율리아가 지어진 해와 같은 해에 완공되었고 선거 이전 기능을 위해 사용되었다. 아그리파는 판테온의 이름을 아우구스투스의 이름을 따 붙이려 했으나 거절당했고, 대신 그는 아우구스투스, 율리우스 카이사르, 그리고 자기 자신의 조각상을 판테온의 포르티코에 세워 판테온을 영원히 아우구스투스, 율리우스 카이사르, 아그리파로 연관시켰다. 따라서 중요 정치적 사건들과 관련한 연설을 들으려 군중들이 모였을 때, 이들은 아우구스투스에게 봉헌된 건물에서 모였을 것이고, 자동적으로 아우구스투스와 주요 로마의 정치 사항들을 연결시켰다.  원로원의 회의 및 사법과 선출 단체의 집회 등 저이첮 활동을 주최하기 위해 특히 지어진 장소들 모두가 아우구스투스에게 후원을 받거나 밀접한 관련이 있었다. 고대 로마의 역사가 스트라본은 아우구스투스가 캄푸스 마르티우스 곳곳에 남긴 존재감을 다음처럼 묘사한다:
실제로, 폼페이우스, 신격화된 카이사르, 아우구스투스, 그의 자손들과 친우들, 아내 및 자매 모두가 건축물들에 대한 열정과 발생한 비용 면에서 다른 모든 이들을 능가했다. 캄푸스 마르티우스에는 이들이 지은 것들이 대부분이며, 따라서, 그곳이 지닌 고유의 멋과 별도로 이곳은 추가적인 장식품을 얻었다. 참으로, 캄푸스의 규모는 놀라운데, 왜냐면 전차 경주와 모든 다른 경주 대회뿐만 아니라 구기, 굴렁쇠, 레슬링 등을 하는 여러 사람들에게도 동시에 방해 없이 공간을 내주었기 때문이다. 그리고 예술품들이 캄푸스 마르티우스 주변으로 배치되어 있고, 1년 내내 잔디로 뒤덮인 토지, 테베레강 위쪽으로 뻗어 있는 언덕 등은 그림 같은 모습을 보여주는데 이 모든 것은 사람들이 거의 지나칠 수 없는 광경을 제공한다. 이런 이유로, 이곳이 모든 곳들 중에 가장 신성한 곳이라는 믿음이 있던 로마인들은 자신들의 가장 걸출한 남성들과 여성들의 무덤을 이곳에 세웠다. 최고로 주목할 만한 것은 마우솔레움이라고 불린, 테베레강 인근 우뚝 솓은 흰색 대리석 재단 위에 세워진 거대한 봉분으로, 봉분 꼭대기까지 상록수들이 빼곡히 덮여 있었다. 봉분의 정상에는 아우구스투스 황제의 청동상이 있었고 봉분 아래에는 아우구스투스 그 자신과 그의 혈족, 절친한 자들의 무덤이 있었다. 봉분 뒤에는 뛰어난 산책로로 갖춘 거대한 성소가 있으며 캄푸스 마르티우스의 중심부에는 아우구스투스의 화장터 주변으로 벽 (이 또한 흰색 대리석)이 세워져 있다. 이 벽은 원형으로 된 철제 울타리로 둘러싸여 있고, 대리석벽 안쪽으로는 양버들이 심어져 있다. 참으로 로마답다.

이런 일련의 건축적 변화들이 아우구스투스가 마르쿠스 안토니우스를 제압시킨 이후에 발생함에 따라, 아우구스투스와 신축 건축물의 관련성은 로마 내 정치적 권력과 지위를 더욱 상승시켜주었다. 카이사르의 내전 (기원전 49-45년)에서 로마 공화정의 최후 전쟁 (기원전 32-30년)까지 이어진 내전의 시기는 로마를 무법에 가까운 상황에 놓이게 했고, 공화정 정부는 곧바로 아우구스투스의 장악력을 받아들일 준비가 되어 있지 않았다. 동시에 아우구스투스는 또 다른 로마 장군들 간 추가적인 내전이라는 위험이 없다면 자신의 권력을 내놓지 않을 것이었고, 그리고 설령 그가 정치적 지위를 바라지 않더라도, 로마와 로마 속주의 안녕을 돌보는 것이 그의 의무였다. 이런 점을 염두한 아우구스투스의 목적은 법률 기관에서 부여한 정치적 압력을 뒤흔들고 적어도 이름뿐인 자유 선거를 보장함으로써 로마를 안정과 문명의 상태로 되돌리는 것이었다. 아우구스투스는 원로원과 여러 민회들을 이전의 역할로 되돌렸을 뿐만 아니라, 캄푸스 미르티우스에 세워진 그의 신축 건물들은 원로원과 단체들에 새로운 정치적 거점을 제공하였으며, 이 거점들은 아우구스투스와 밀접한 관련이 있었다. 기꺼이 원로원과 민회들의 기능을 회복시키고 캄푸스 마르티우스에 정치적 목적을 띤 기념물들을 지으면서, 아우구스투스는 영구적으로 자신을 로마의 정치적 환경과 연관지었다.

## 종교 시설물
캄푸스 마르티우스 내 여러 공공 기념물들은 종교적 의미를 담고 있었으며, 주로 로마 문화에 흡수된 여러 신들의 신전이었다. 가장 규모가 큰 기념물 중에 하나가 바로 전쟁의 신 마르스에게 헌정된 마르스 울토르 신전이었다. 포룸 아우구스툼 내에 있었으며 아우구스투스의 가장 야심적인 건축물이었다. 신전의 건설은 기원전 30년에 시작되어 완공까지 30여 년이 걸렸다. 신전의 외부는 카라라에서 가져온 흰색 루나 대리석을 사용하여 만들었고 원주는 코린토스 양식이 반영되어 있었다. 울토르 신전은 규모면에서 유피테르 카피톨리누스 신전에 큰 영향을 받았다  (36 미터 너비에 높이가 50 미터). 또한 카이사르의 암살에 대해 복수를 하는 데 있어 아우구스투스의 역할을 확대시키는 집중한 정치적 목적을 띠기도 하였다.
캄푸스에 있는 최고로 중요한 신전들 중 일부는 캄푸스 마르티우스 남쪽에 있었던 라르고 디 토레 아르겐티나에 있는 정사각형 신전들이었다. 라르고 디 토레 아르겐티나는 유투르나 신전, 포르투나 후이우스케 디에이 신전, 페로니아 신전, 라레스 페르마리니 신전 등 네 개 신전으로 이뤄진 종교 시설지이다. 이 신전들은 종교 활동이 로마 전역으로 확산되고 있으며, 카피톨리노 언덕 혹은 포룸 로마눔 등 이전의 종교 지역에 초점을 맞추지 않고 있다는 점을 보여준다. 미술사가 Stamper는 라르고 아르겐티나가 승전을 한 장군들의 개선식이 시작된 곳이라 주장하기도 하였다. 기원전 1세기 동안, 이오니아에서 코린토스 양식으로의 변화가 있었으며 아칸더스 잎사귀들이 신전의 원주 꼭대기에 장식되어 있었다.
나머지 주요 신전 두 개는 아폴로 소시아누스 신전과 벨로나 신전이다. 전자는 아폴로 숭배와 연관이 있고 후자는 전쟁의 여신에게 헌정된 것이다. 두 신전은 키르쿠스 플라미니우스에 있으며 기원전 2세기에 세워졌다. 벨로나 신전은 전면부에 코린토스 양식 원주 여섯 개와 나머지 모서리는 9개로 이뤄진 대리석과 트래버틴으로 다시 세워졌다.

## 종교 행사
캄푸스 마르티우스는 종교적 활동을 위한 장소였다. 10월의 가운데 날, 특히나 15일 째는 더욱이, 이곳은 마르스가 10월의 말을 타기 위한 종교 행사를 위한 장소였다. 이 전통은 기원전 6세기 기간에 시작되었다고 한다. 이 종교 행사의 의례는 다가오는 해의 농작물과 전쟁을 마치고 로마로 돌아온 병사들을 보호하기 위한 것이었다. 이 행사는 여러 단계로 구성되는데, 전차 경주를 비롯해 머리를 잎사귀로 장식한 말의 공양을 지내는 등이 포함된다.
또 다른 중요 종교 행사는 세기제 (라틴어: ludi saeculares)였다. 공화정 시절에 시작된, 세기제는 클라우디우스 황제가 부활시켰는데 발레시우스라는 자가 자신의 아이들의 지병을 치료하기 위해 기도를 했고 지하 세계의 신들을 위한 공양을 드리라는 계시를 받았다고 한다. 클라우디우스는 로마 시내에 몇 차례 벼락이 떨어지고 난 뒤에 신들을 달래기 위해서 뿐만 아니라 황금기의 시작을 강조할 목적으로서 이 행사를 다시 열었다. 이 행사는 새로운 세기의 끝과 다가오는 세기의 시작을 기념하기 위하여 며칠 밤낮 동안에 열린 일종의 통과 의례였다. 한 세기(saeculum )는 100년 혹은 110년까지 인간의 삶에서 가장 긴 시간이었을 것이다. 종교 의식은 키르쿠스 플라미니우스 근처에 있는 아폴로 신전에서 시작되어, 아우구스투스 포룸으로 진행되며, 포룸 보아리움을 거쳐 비쿠스 투스쿠스, 벨라브룸을 따라 지나가, 최종적으로 유노 레기나에서 막을 내린다. 아우구스투스는 제전을 부활시켰을 당시에 유노 레기나 신전에서 아벤티노 언덕에 있는 케레스 신전으로 행사 최종지를 바꾸었다. 가장 많이 사용되었을 것으로 추정되는 아폴로 신전은 아폴로 소시아누스 신전으로, 아벤티노 언덕과 캄푸스 마르티우스 남서부 간의 종교적 연결성을 이루는 역할을 하였다.
마지막 행사는 안나 페렌나이며, 3월 중간 날 동안 캄푸스 마르티우스에서 열렸다. 로마 시민들은 먹고 마시기 위하여 이 날 마르스 평야에 모였을 것이다. 역사가 Johannes Lylud에 의하면, 축제 동안 로마인들은 좋은 한 해가 되기를 바라며 국가와 민간 차원에서 공양을 지내기도 하였다고 한다.

## 중세 시대
야만인들의 침략이 수도교를 끊어놓자, 급속도로 줄어들기 시작한 인구는 주변 언덕을 버리고 테베레강에 의지하나 강의 범람에 취약한 캄푸스 마르티우스로 몰려들었다. 테베레강, 그리고 바티칸과 바로 옆에 있었기에, 이 지역은 중세 시대에는 로마에서 가장 인구가 많은 곳이 되었다. 테베레강은 번영하던 경제와 급수를 지원해주었고, 로마로 오는 지속적인 순례객의 물결은 이 지역을 부유케 하였다.
로마와 나머지 유럽을 연결하는 주 도로는 카시아 가도였으며, 캄푸스 마르티우스의 북쪽에 있는 포르타 델 포폴로를 통해서 로마로 진입했다. 카시아 가도는 중세 때 가장 주요 도로가 되었는데 비테르보, 시에나, 피렌체 등과 로마를 연결해주었기 때문이었다.
로마로 향하는 그 외의 주 도로인 아우렐리아 가도는 중세 때 말라리아 발발로 안전하지 못하게 되었는데 이 도로가 마렘마 저지대 (오르베텔로 석호, 카팔비오 호수, 톰볼로 등)에 있는 해안호 물가 주변으로 형성된 비위생적인 습지를 통과하였고, 바다를 끼고 있어서 약탈자들한테 공격을 받기가 더 쉬웠기 때문이었다. 비아 아우렐리아 주변의 해안 도시들은 사라센 해적들에게 여성들의 납치 및 약탈의 대상이 되었다.
캄푸스 마르티우스의 커져가는 중요성 때문에, 일부 교황들은 이곳의 사정을 개선시키기로 결정한다. 1513년–1521년 기간에, 교황 레오 10세는 포르타 델 포폴로에서 바티칸으로 이어지는 도로를 지었다. 이 도로는 처음에는 교황의 이름이 붙여져 레오니나 가도로 불렸다가 이후에 하항의 이름을 따 리페타 가도가 되었다. 캄푸스의 위생을 개선시키기 위해, 몇몇 고대 로마의 수도교들이 작동될 수 있게 복원되었다.
로마의 인구가 중세 때 크게 증가하자, 캄푸스 마르티우스는 여러 외국인들이 정착한 붐비는 다문화 지역이 되었다. 1555년에, 교황 바오로 4세는 캄푸스 마르티우스의 남쪽을 로마 내 유대인들을 수용하기 위한 게토로 지정하였다.

## 현대 로마
르네상스 이후, 로마의 다른 곳들처럼, 캄푸스 마르티우스는 많은 변화가 일어나지 않았다. 별 다른 대형 건설 프로젝트가 없었고 인구는 줄어들었다. 이 상황은 로마가 1870년에 세워진 이탈리아 왕국의 수도가 되며 바뀌었다.
시간이 흘러, 이곳은 훨씬 더 붐비게 되었고, 테베레강의 범람을 막기 위한 제방이 설치되었다. 이는 테베레강으로부터 안전하게 만들어주었으나, 높은 제방은 리페타 (작은 강둑)이라 불리던 전통적인 제방 지점, 강으로 향하는 좁은 거리들, 강을 따라 세워진 주택들을 완전히 파괴하고 말았다.

## 같이 보기
- 샹드마르스 (동음이의)